# Saint-Capraise-de-Lalinde
Saint-Capraise-de-Lalinde è un comune francese di 557 abitanti situato nel dipartimento della Dordogna nella regione della Nuova Aquitania.

## Società

### Evoluzione demografica
Abitanti censiti